# Ахенский собор (809)
А́хенский собо́р 809 года — поместный собор иерархов Франкского государства в императорском дворце в Ахене, состоявшийся по инициативе императора Карла Великого в ноябре 809 года для рассмотрения вопросов, связанных с богословской формулой о филиокве. Решением собора было принято добавление к Никео-Цареградскому Символу веры о том, что «Святой Дух нисходит не от одного Бога-Отца, но и от Сына».

## Предыстория
В 782 году богослов из Йорка Алкуин прибыл ко двору Карла Великого и вскоре стал его близким другом и советником. Одним из вопросов, которым он занимался, была реформа литургии. Являясь сторонником идеи об исхождении Святого Духа от Отца и Сына, он с 799 года ввёл соответствующим образом изменённую богословскую формулу в богослужения, совершаемые в императорской часовне в Ахене. В 802 году, в том числе и с целью борьбы против испанского адопционизма, он издал в защиту филиокве трактат De Fide sanctae et individuae Trinitatis. Сопротивление адопционизму привело к распространению во франкской церкви пения Никео-Цареградского Символа веры во время мессы; вместе с добавлением «и от Сына» этот обычай вошёл в употребление у западных монахов, обитавших на Масличной горе в Палестине. Об этом узнали монахи лавры Саввы Освященного, и некий священник Иоанн, протестуя против этой, по его мнению, ереси, пытался помешать проведению рождественской службы в церкви Рождества Христова. Это событие обычно относят к концу 807 года (K. Schmid, 1974), учитывая необходимость подготовки последовавшего за этим в 809 году собора, написания полемических текстов и продолжительности путешествий. По мнению современного российского исследователя А. В. Бармина, этот срок можно сократить до 11-12 месяцев, что даёт конец 808 года.
Желая защитить свою веру, франки решили прибегнуть к авторитету папы Льва III. Они написали ему письмо, в котором обосновывали свой обычай «верой апостольского престола», указывали на употребление филиокве в Ахене и ссылались на сочинения Григория Великого и Бенедикта Нурсийского. Монахи просили папу исследовать этот вопрос и известить о нём франкского императора. В ответном послании восточным церквям папа поддержал эту доктрину, заявив, что «мы верим в то, что Свято Дух равно сходит от Отца и Сына и единосущен и единовечен с Отцом и Сыном». Однако Лев воздержался от вынесения решения о допустимости добавления в литургию, отметив только, что всё должно делаться в согласии с апостолической церковью.
Не приняв определённого решения, папа переслал запрос монахов императору и их просьбу на составление флорилегия из высказываний Отцов Церкви по данному вопросу. Карл Великий решил воспользоваться возможностью проявить себя в качестве защитника христианской веры и начал подготовку к проведению собора в Ахене. Составление флорилегия было получено епископу Орлеана Теодульфу. В поддержку филиокве Теодоульф составил сборник «Libellus de Processione Spiritus Sancti». В нём, основываясь на трудах Августина и его последователей на Западе, некоторых произведениях Дидима, Псевдо-Афанасия и Кирилла Александрийского Теодоульф обосновывал мысль о том, что Святой Дух исходит от божественной природы, а не от персоны Отца.

## Решения собора
В ноябре 809 года собор состоялся. Изложение учения собора было сделано на основе документа, подготовленного епископом Арно Зальцбургским. Участники собора установили, что многие богословы признавали, что Святой Дух исходит как от Отца, так и от Сына. Участники собора заявили, что так учил Августин, чей авторитет и доктрина были признаны на Втором Константинопольском соборе 553 года. Подтверждения этому они нашли также в письме Кирилла Александрийского к Несторию и Томосе к Флавиану папы Льва Великого. Из этого они заключили, что филиокве не только православно, но и должно быть включено в символ веры.
После собора Карл послал трёх своих представителей, среди которых был известный монах Смарагд Сен-Мишельский, в Рим с целью убедить признать папу решения собора. Послание, которое вёз Смарагд, представляло ситуацию как прекрасную возможность прояснить этот пребывавший ранее в небрежении вопрос. В письме выражалась надежда, что Восток вскоре примет эту позицию, тем более что она имеет столь твёрдую основу в трудах Отцов Церкви. Хотя папе Льву предоставлялась возможность утвердить себя в качестве главы вселенской церкви, он видел, что вопрос изменения символа веры не находится в компетенции поместного собора. Также, как и его предшественник Адриан I, он находился под влиянием не только империи Карла, но и Византии, и потому не приветствовал желание императора вмешиваться в решение богословских вопросов. После двухдневных переговоров со Смарагдом, Лев высказал явно свою позицию: филиокве безусловно православно, и «запрещено не верить в это великое таинство веры», однако он против добавлений к символу веры, поскольку это запрещено соборами. В своём ответе Лев отметил, что многие вещи, важные для спасения, не включены в символ веры и потому он никогда не разрешал вносить в него добавления или изменения. В конце своего послания, Лев выражал надежду, что когда в Аахене перестанут петь на литургии это добавление, проблема разрешится сама собой.
Именно в это время в 810 году папа Лев приказал пометить два серебряных щита с неизменённым вариантом символа веры на греческом и латыни. В Ахене рекомендация папы не была услышана и литургические песнопения продолжались совершаться с добавлением филиокве.